# 蓋德靈 (英國國會選區)

選區在諾丁漢郡的位置

蓋德靈（英語：Gedling），英國國會一郡選區，位於諾丁漢郡中南部、諾丁漢東郊，包括蓋德靈南部。
本區始設於1983年，早期是保守黨的選區，目前的當區議員是工黨的弗農·克科爾。他在2010年大選中以41.1%選票第三次連任成功。